# Eyaculación precoz
La eyaculación precoz es una disfunción sexual masculina que consiste en la incapacidad para controlar o retrasar la eyaculación, lo que resulta en insatisfacción o angustia para el hombre.
La gran mayoría de los hombres experimentaron una eyaculación precoz en algún punto de su vida sexual. Es el problema sexual más frecuente en hombres, afectando a entre el 25 y el 40 % de ellos.

## Definiciones
El equipo de investigadores Masters y Johnson cita que un hombre sufre de eyaculación precoz si eyacula antes que su pareja logre un orgasmo en más del 50 % de sus relaciones sexuales. Otros sexólogos han definido la eyaculación precoz cuando un hombre eyacula menos de dos minutos después de la penetración, aunque una encuesta hecha por Alfred Kinsey en los años 1950 demostró que 3/4 partes de todos los hombres eyaculan en menos de dos minutos después de la penetración, en más de la mitad de sus relaciones sexuales. Hoy, la mayoría de los especialistas definen la eyaculación precoz como la falta de control eyaculatorio a tal punto que interfiere con el bienestar sexual y emocional de uno o ambos amantes.[cita requerida]
El Manual diagnóstico y estadístico de los trastornos mentales (DSM-5) define la eyaculación precoz de la siguiente manera:
- La eyaculación ocurre durante la actividad sexual en pareja dentro de aproximadamente 1 minuto después de la penetración vaginal y antes de que el individuo lo desee, durante toda o casi toda la actividad sexual (75 % a 100 % del tiempo).
- Los síntomas deben persistir durante al menos 6 meses y causar angustia clínicamente significativa al individuo.
- La disfunción no se explica por un trastorno mental no sexual, afecciones médicas, los efectos de un medicamento o medicamento, o angustia de relación severa u otros factores estresantes significativos.

## Epidemiología
Cerca del 75 % de los hombres experimentarán una vez en su vida una eyaculación precoz, mientras que la tasa de prevalencia de la eyaculación precoz como un trastorno clínico se sitúa mundialmente en aproximadamente el 30 % de los hombres. Los urólogos y terapeutas sexuales encuentran que la eyaculación precoz causa frecuentes problemas emocionales, tanto para el paciente como para su pareja, adicional a la conclusión repentina del acto sexual.
A menudo, los adolescentes experimentan episodios de eyaculación precoz durante sus primeras relaciones sexuales, pero con el tiempo aprenden a mejorar el control eyaculatorio. 

## Fisiología
El proceso físico de la eyaculación requiere dos acciones secuenciales: la emisión y la expulsión. La emisión es el primer mecanismo e involucra la deposición del líquido seminal de los conductos deferentes, las vesículas seminales y de la glándula prostática a la uretra posterior. La segunda fase de la expulsión del semen incluye el cerrado del cuello de la vejiga seguido de contracciones rítmicas de la uretra por intermedio de los músculos pélvicos y del perineo y la relajación intermitente del esfínter externo de la uretra.
Se cree que el neurotransmisor serotonina (5HT) tiene un papel central en modular la eyaculación. En varios estudios con animales, se ha demostrado que tiene un efecto inhibidor de la eyaculación modulando a través de ciertas áreas en el cerebro, involucradas en el control eyaculatorio, en especial el núcleo paragigantocelular. Se cree, por tanto, que los niveles bajos de serotonina en la hendidura sináptica en estas áreas en particular del cerebro podrían causar una eyaculación precoz. Esta teoría está apoyada por la efectiva acción del inhibidor selectivo de la recaptación de serotonina (ISRS), el cual incrementa los niveles de serotonina a nivel de las sinapsis, mejorando la eyaculación precoz.
Las neuronas motoras del sistema nervioso simpático controlan la fase de emisión del reflejo de la eyaculación, mientras que la fase de expulsión es ejecutada por las neuronas motoras somáticas y autonómicas. Estas neuronas motoras están localizadas en los nervios raquídeos toraco-lumbares y lumbosacros y se activan en una manera coordinada cuando llegan a una suficiente estimulación sensorial para alcanzar el umbral eyaculatorio a nivel del sistema nervioso central.
Desde hace cierto tiempo, los científicos han sospechado una participación genética en algunas formas de eyaculación prematura. En un estudio, el 91 % de los hombres estudiados y que padecían de eyaculación precoz durante toda su vida, tenían un familiar directo con el mismo trastorno de toda la vida. Otros investigadores han notado que aquellos con eyaculación precoz tienen una respuesta neurológica más rápida en los músculos pélvicos. Los sexólogos sugieren ejercicios sencillos relacionados con esa musculatura, que parecen mejorar significativamente el control eyaculador en hombres con estos factores neurológicos. A menudo, estos hombres pueden beneficiarse con medicamentos antidepresivos, como paroxetina o sertralina, fármacos inhibidores de la recaptación de la serotonina, debido a que tienden a mejorar los tiempos de eyaculación. Algunos hombres se aplican cremas anestésicas, aunque por lo general no son recomendadas por los terapeutas.

## Clasificación
La Sociedad Internacional para la Medicina Sexual (ISSM, siglas en inglés para International Society of Sexual Medicine) clasificó la eyaculación precoz como de por vida (primaria) o adquirida (secundaria), y propuso la inclusión de un tiempo objetivo y cuantificable hasta la eyaculación, que se conoce como tiempo de latencia de la eyaculación intravaginal (IELT). El IELT se define como el tiempo desde la penetración vaginal hasta la eyaculación. Según lo anterior, se definen:
La eyaculación precoz primaria o de por vida se caracteriza por un IELT de <1 minuto desde la primera relación sexual. La eyaculación ocurre demasiado pronto en casi todos los encuentros sexuales. Las causas pueden ser genéticas o neurobiológicas. El tratamiento se realizan con base en farmacoterapia y psicoterapia.
La eyaculación precoz secundaria o adquirida se caracteriza por un IELT de 3 minutos en cualquier momento de la vida de un hombre. La aparición de la eyaculación precoz, es novedosa, ya que el paciente ha experimentado eyaculaciones normales en el pasado y generalmente el resultado de una fuente identificable. Las causas pueden ser urológicas (disfunción eréctil, prostatitis), hormonales (hipertiroidismo), psicológicas o estar basadas en algún problema de pareja. El tratamiento puede estar basado en el manejo médico, la farmacoterapia, la psicoterapia y la educación.
Debido a que hay una gran variabilidad entre el tiempo que le toma a un hombre eyacular y el tiempo en que ambos amantes deseen que dure su relación sexual, los investigadores han comenzado a formular una definición cuantitativa de la eyaculación precoz. La evidencia hasta ahora demuestra que hay un IELT promedio de seis minutos y medio en hombres de 18-30 años de edad en una relación sexual con un amante femenino.
Si se define a la eyaculación precoz como un trastorno que se sitúa en un Tiempo Latente de Eyaculación Intravaginal (IELT) menor al percentil 2.5, se puede sugerir entonces que una eyaculación precoz es aquella que dura un IELT de dos minutos y medio. Sin embargo, se acepta el hecho de que hay hombres con un IELT menor a los 1,5 minutos que bien pudieran estar satisfechos con su ejecución y no reportarían una falta de control eyaculatorio, por lo que no serían diagnosticados de eyaculación precoz. Por otro lado, un hombre que tenga un IELT mayor de dos minutos podría presentarse con la percepción de que tiene poco control eyaculatorio, tener dificultades interpersonales a consecuencia de ello y sentirse apesadumbrado por la situación, lo que le encuadraría dentro del diagnóstico de eyaculación precoz.
Otros trastornos de la eyaculación incluyen:
- Eyaculación retardada— la respuesta eyaculadora toma demasiado tiempo, si es que viene.[16]
- Eyaculación retrógrada— el semen fluye de la próstata hacia la vejiga en vez de dispararse por el pene.[17]
- Orgasmo seco— orgasmo inhibido en hombres.[18]

## Causas
En una relación sexual normal, la excitación en el hombre aumenta progresivamente hasta la fase llamada "meseta", disfrutando de su placer sexual hasta el momento que de forma voluntaria llega a un clímax. El eyaculador precoz no puede permanecer en la fase de "meseta", sino que existe una excitación rápida y una eyaculación involuntaria y temprana. En muchos casos, la eyaculación precoz es un signo de una afección psicológica (ansiedad, nerviosismo, etc.) o emocional (culpabilidad, angustia, etc.) y en pocos casos es debido a un trastorno anatómico o fisiológico.

### Causas orgánicas
La eyaculación precoz puede ser consecuencia de infecciones urogenitales de la uretra posterior y de la próstata, así como de alteraciones de tipo neurológico, trastornos degenerativos, alteraciones vasculares, fármacos (antidepresivos, antihipertensivos, estimulantes y antigripales que contienen pseudoefedrina), desequilibrios hormonales y todas aquellas enfermedades que alteran los mecanismos reflejos de la eyaculación. Las afecciones psiquiátricas, como el trastorno bipolar y el trastorno por estrés postraumático, pueden causar también disfunción sexual.

### Factores psicológicos y ambientales

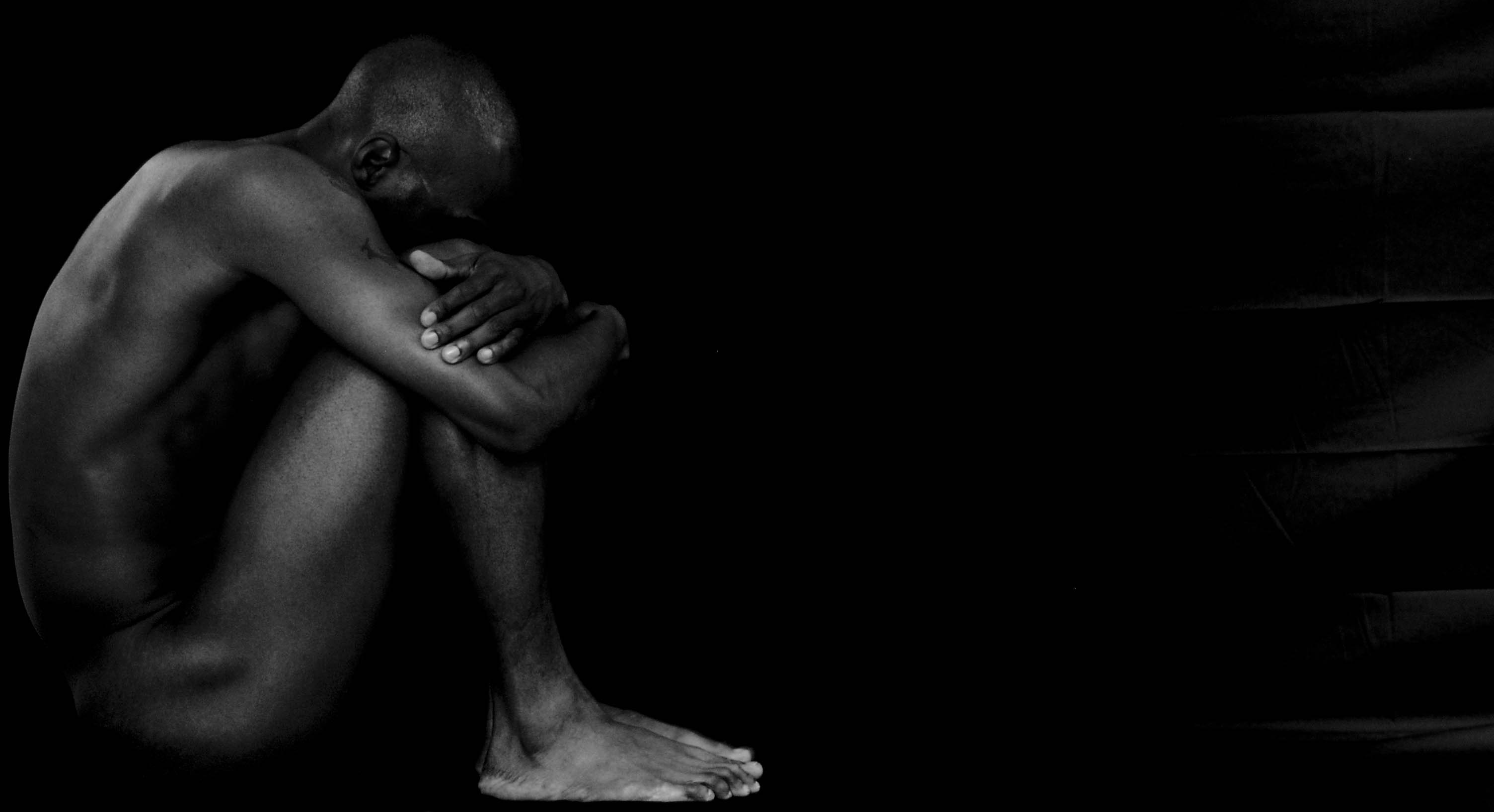
El eyacular sin intención abre la puerta a la zozobra emocional.

Ciertos factores no físicos comúnmente contribuyen a un eyaculación precoz. Aun cuando los hombres ocasionalmente subestiman la relación que existe entre su bienestar emocional y un acto sexual satisfactorio, la eyaculación precoz puede ser causada, temporalmente, por depresión, estrés relacionado con asuntos económicos, expectativas poco realistas sobre su capacidad sexual, una historia clínica de represión sexual o una falta generalizada de autoconfianza. Las dinámicas interpersonales y de grupos contribuyen a mejoras en la función sexual, de modo que la eyaculación precoz puede ser causada por una falta de comunicación entre las parejas y sus círculos sociales, por heridas emocionales o por conflictos no resueltos que interfieran con la habilidad de lograr una intimidad emocional. La eyaculación prematura neurológica puede conllevar asimismo a otras formas de disfunción sexual, o bien intensificar el problema subyacente, especialmente al crear ansiedad y zozobra relacionada con su rendimiento sexual. En otro contexto menos patológico, la eyaculación precoz puede deberse simplemente a un estado de extremo deseo y excitación sexual.
Se ha hipotetizado que varios mecanismos fisiológicos contribuyen a la eyaculación precoz, incluyendo los receptores de serotonina, una predisposición genética, una mayor sensibilidad del pene y atipias en la conducción nerviosa. Los científicos han sospechado desde hace tiempo un vínculo genético con ciertas formas de eyaculación precoz. Sin embargo, los estudios no han sido concluyentes en el aislamiento del gen responsable de la eyaculación precoz de por vida.
Se ha identificado que el núcleo paragigantocelular del cerebro participa en el control de la eyaculación. La EP puede ser causada por prostatitis o como efecto secundario de un medicamento.
La EP se ha clasificado en cuatro subtipos: permanente, adquirida, variable y subjetiva. La fisiopatología de la EP permanente está mediada por una compleja interacción de factores serotoninérgicos, dopaminérgicos, oxitocinérgicos, endocrinológicos, genéticos y epigenéticos centrales y periféricos. La EP adquirida puede deberse a problemas psicológicos, como ansiedad por el rendimiento sexual y problemas psicológicos o de pareja, o a comorbilidades como la disfunción eréctil , la prostatitis y el hipertiroidismo.

## Tratamiento
Dependiendo de su severidad, la eyaculación precoz puede ser reducida considerablemente. Los tratamientos para los casos más leves se enfocan en entrenar gradualmente al paciente, mejorando su condicionamiento mental al sexo y el control de su estímulo erótico. En casos clínicos, se han presentado fármacos que retardan o eliminan la disfunción sexual. En contados casos se apela a la cirugía (neurotomía selectiva).

### Medicamentos
Los antidepresivos inhibidores selectivos de la recaptación de serotonina (ISRS) han demostrado ser efectivos en retardar la eyaculación en hombres tratados por trastornos psiquiátricos. Se consideran a los ISRS como los más efectivos en el tratamiento farmacológico de la eyaculación precoz, entre ellos, Dapoxetina, paroxetina, fluoxetina y sertralina.
En México se realizaron estudios en pacientes con este problema de Eyaculación precoz utilizando un inhibidor selectivo de recaptura de serotonina a dosis diarias de efecto prolongado, Hemidrato del Clorhidrato de Paroxetina (Cronadyn). La dosis utilizada fue de 15 o 20 mg una vez al día durante un periodo de tres meses, lográndose incrementar el tiempo en 3,5 veces con 15 mg y hasta 7,3 veces con 20 mg. Permitiendo al hombre decidir la frecuencia y el momento para tener relaciones.
En la percepción de la pareja el encuentro sexual debe darse de forma espontánea no planeada, sin presión de tiempo y dentro de un ambiente de confianza y seguridad. Esto se cumple al 100 % en un tratamiento de uso continuo en donde la libertad de decisión está en la pareja y no en un fármaco de corta duración.
Lo anterior corresponde con el estudio del Dr. Marcel Waldinger «The Majority of Men with Lifelong Premature Ejaculation Prefer Daily Drug Treatment: An Observation study in a consecutive Group of Dutch Men», en donde se menciona que los hombres prefieren un tratamiento a dosis continua, ya que favorece la espontaneidad y confianza en la pareja.

### Modificación conductual

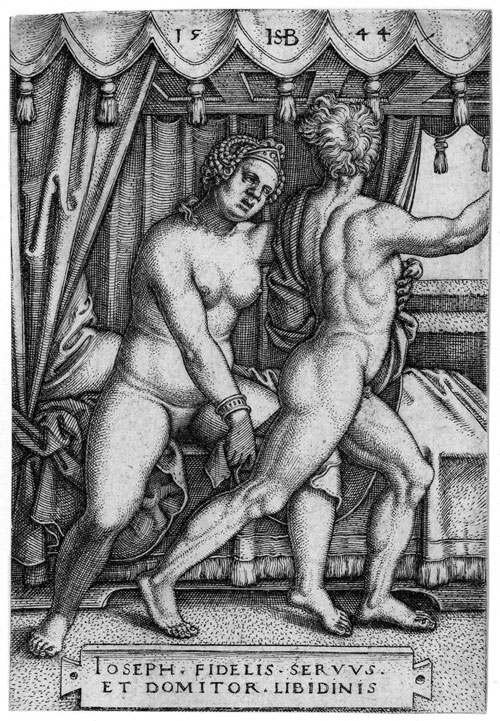
Muchos de los temores sexuales pueden ser solventados en pareja, afirman los expertos.

La orientación y educación sexual es el primer paso para tratar la eyaculación precoz y tiende a ser multidisciplinario. La mayoría de los sexólogos prescriben una serie de ejercicios que permiten que el paciente recobre el control eyaculatorio. Aunque la intención de los ejercicios es para pacientes con eyaculación precoz, otros hombres pueden servirse de los ejercicios con el fin de intensificar sus vidas sexuales. Uno de los ejercicios más comunes es el llamado Parar y Continuar, documentado por Semans en 1956.
La técnica tiene sus variedades, aunque el propósito es el mismo: hacer que el hombre se acostumbre a mantener una erección por un extendido período, a medida que se incremente gradualmente su tolerancia sexual. Un 95 % de los sujetos expuestos a estos ejercicios logran aprender a controlar la eyaculación entre 5 y 10 minutos. Al hacer estos ejercicios, el hombre logra una erección por su propia estimulación o masturbación. Una vez conseguida la erección, se detiene la estimulación hasta que pierde la erección de su pene. En ese punto, reanuda la estimulación erógena para lograr erecciones simultáneas. Gradualmente, por un período de varias semanas, logra estimularse por períodos más extensos, finalmente ganando autocontrol eyaculatorio. Para que la técnica tenga éxito, el sujeto debe evitar desanimarse si, en el proceso, eyacula con mucha rapidez. En lugar de ello se recomienda que use su respuesta sexual humana para aprender cómo variar su técnica de manera que consiga el mejor y más sostenido beneficio. Otra variante, por ejemplo, es el de estimular el cuerpo hasta el frenillo del pene, y con el tiempo, seguir explorando el glande a medida que logre mejorar el control. Otras variantes se enfocan en fortalecer al músculo pubocoxígeo, encontrado en ambos géneros.
La pareja del paciente suele integrarse en estos ejercicios. Pueden estimular al paciente usando la técnica de Parar y Continuar. Cuando el sujeto haya logrado cierto nivel de control eyaculatorio, la pareja puede entonces ser penetrada, inicialmente sin la ritmicidad penetrante, hasta el punto de que estén listos ambos amantes para la eyaculación. Una vez que el pene del paciente consiga acostumbrarse a estar dentro de su pareja, puede añadir ritmos y variantes, de acuerdo a sus habilidades, usando igualmente la técnica de Parar y Continuar. En casos menos severos, el hombre logra sobreponerse al trastorno de manera rápida, haciendo innecesarios los ejercicios con su pareja.[cita requerida]

### Participación de la pareja
La ayuda y colaboración de la pareja es esencial para superar el problema de la eyaculación precoz. La comunicación abierta entre la pareja evita conflictos conyugales. Por otro lado, la participación de la pareja en el proceso terapéutico está indicada y es tan importante que se convierte en un instrumento esencial para garantizar el éxito del tratamiento. Sin el apoyo emocional y la comprensión de parte de su pareja, el sujeto tiene pocas probabilidades de lograr el nivel de relajación requerido para la gratificación sexual. Tanto el hombre como su pareja podrían comunicar sus sentimientos abiertamente y con sensibilidad. El sujeto debería aprender a complacer sexualmente a su pareja, mientras logran sobreponerse de su eyaculación precoz. En la eyaculación precoz la pareja tendrá que apoyarlo para que de este modo no se sienta solo y sin confianza.[cita requerida]

Ciertas posiciones tienden a ser más convenientes durante la terapia y tratamiento de la eyaculación precoz.

En el caso de consulta por eyaculación precoz de un hombre solo sin pareja, se acostumbra a seguir las mismas técnicas terapéuticas. El fin es el mismo: conseguir la capacidad de autocontrol en la medida que el hombre se conoce mejor a sí mismo y a su propia respuesta sexual, librándose de temores, vergüenzas, complejos de inferioridad y aumentando su autoestima.[cita requerida]
Algunos terapistas sugieren el uso de dispositivos diseñados para cubrir parte del pene durante la penetración, minimizando la estimulación del hombre sin reducir la estimulación y satisfacción de su pareja. Otros sexólogos añaden a la terapia ciertas posiciones sexuales que tienden a permitir una mayor duración del acto sexual incluyendo la penetración duradera de la pareja del paciente.[cita requerida]
Estos ejercicios no vienen acompañados de dolores sospechosos (por ejemplo, en la vejiga, genitales o escroto). La aparición de síntomas anormales deben ser consultados con un especialista, por ejemplo, un urólogo.[cita requerida]